# Verhnea, Kaluș
Verhnea (în ucraineană Верхня) este localitatea de reședință a comunei Verhnea din raionul Kaluș, regiunea Ivano-Frankivsk, Ucraina.

## Demografie
Componența lingvistică a localității Verhnea
     Ucraineană (99,73%)
     Alte limbi (0,27%)
Conform recensământului din 2001, majoritatea populației localității Verhnea era vorbitoare de ucraineană (99,73%), existând în minoritate și vorbitori de alte limbi.